# Heart & Lung
Heart & Lung : the Journal of Critical Care is een internationaal, aan collegiale toetsing onderworpen wetenschappelijk tijdschrift op het gebied van de cardiologie. Het verschijnt tweemaandelijks.
Het eerste nummer verscheen in 1972.
De naam wordt in literatuurverwijzingen meestal afgekort tot Heart Lung.